# Acuminiseta cercalis
Acuminiseta cercalis är en tvåvingeart som först beskrevs av Richards 1973.  Acuminiseta cercalis ingår i släktet Acuminiseta och familjen hoppflugor. Inga underarter finns listade i Catalogue of Life.